# Serapião de Aguiar Melo
Serapião de Aguiar Melo (17 de julho de 1865 — 20 de novembro de 1928) foi um farmacêutico, magistrado e político brasileiro.
Foi senador por Sergipe de 1914 a 1915, além de deputado estadual e federal.